# Stosunki międzynarodowe (album)
Stosunki międzynarodowe – album studyjny zespołu Nocny Kochanek wydany 24 września 2021. Na zawartość płyty składa się 9 coverów zespołów takich jak Iron Maiden, AC/DC czy Aerosmith, przetłumaczonych przez wokalistę grupy, Krzysztofa Sokołowskiego, z wykształcenia anglistę, na język polski przy celowym, korespondującym z utrzymywaną przez zespół konwencją, wykorzystaniu zjawiska kalki językowej połączonej z elementami parodystycznymi.
W styczniu 2024 nagrania uzyskały certyfikat złotej płyty.

## Lista utworów
| Utwór | Tytuł                 | Czas trwania | Utrzymany w stylu/parodiujący                 |
| ----- | --------------------- | ------------ | --------------------------------------------- |
| 1     | „Piorun”              | 4:49         | „Thunderstruck” zespołu AC/DC                 |
| 2     | „Liźnij go”           | 3:57         | „Lick It Up” zespołu Kiss                     |
| 3     | „Daj mi siebie”       | 4:56         | „Whole Lotta Love” zespołu Led Zeppelin       |
| 4     | „Rób mi tak”          | 3:28         | „Walk This Way” zespołu Aerosmith             |
| 5     | „Pan od tortur”       | 3:32         | „Mr. Torture” zespołu Helloween               |
| 6     | „Nocny pociąg”        | 4:24         | „Nightrain” zespołu Guns N’ Roses             |
| 7     | „Rżnę się jak zwierz” | 2:59         | „Animal (Fuck Like a Beast)” zespołu W.A.S.P. |
| 8     | „Turbo kochaś”        | 5:10         | „Turbo Lover” zespołu Judas Priest            |
| 9     | „Aleja Akacjowa 22”   | 6:32         | „22 Acacia Avenue” zespołu Iron Maiden        |